# Amphiura cherbonnieri
Amphiura cherbonnieri is een slangster uit de familie Amphiuridae.
De wetenschappelijke naam van de soort werd in 1972 gepubliceerd door Alain Guille.